# 佛典故事
《佛典故事》（日语：／ Butten Monogatari），又名《佛典物语》，是1986年由淨土真宗本願寺派（西本願寺）旗下出版部门本愿寺出版社发行的OVA作品，共12集。每集长度约30分钟，前10集为动画，后2集为纪录片。

## 概要
《佛典故事》是一部由本愿寺出版社和影片制作公司Visual 80共同策划制作的动画系列片，收录了与释迦牟尼佛相关的动画片，包括佛经和弟子。该系列最初以VHS录像带形式发行，共出版12卷；但随着DVD时代的到来，本愿寺出版社推出《佛典故事》DVD系列，共6卷12集，每卷相当于两卷VHS录像带。台湾佛教电视频道世界电视台至2010年播出该动画的国语版。
立正佼成会的《新佛典物语》（日語：新・仏典物語）由于作品名相近，实际与其无关。

## 登場人物
- 故事旁白：中西妙子
- 世尊：田中秀幸
- 阿難：
  - 橋本晃一（第4-5话）
  - 西村知道（第6-10话）
- 阿阇世王：中原茂
- 提婆達多：銀河万丈
- 韋提希夫人（日语：韋提希）：池田昌子
- 頻毘娑羅：广濑正志
- 摩訶槃特：铃置洋孝
- 周利槃特：山寺宏一
- 優波離：頓宮恭子
- 淨飯王：大木民夫
- 大迦葉：仲村秀生
- 琉璃王子：難波圭一
- 法藏菩薩（阿彌陀如來）：井上和彥
- 彌勒菩薩：三矢雄二
- 世自在王佛（日语：世自在王仏）：池田勝
- 婆提梨迦：根岸朗
- 憍陳如：小野健一
- 善生（英语：Sujata (milkmaid)）：佐久间玲
- 车匿：辻谷耕史
- 梵天：津田英三
- 魔王：中村秀利

## 各話列表
浅灰色背景为实拍纪录片。
| 原版話数 | 国语版话数 | 原标题 | 中文标题                        | 改编                     |
| -------- | ---------- | ------ | ------------------------------- | ------------------------ |
| 1        | 1          |        | 優波離的出家                    | 《佛本行集經因緣品》     |
| 2        | 2          |        | 大迦葉 -經典的開始-             | 《佛本行集經因緣品》     |
| 3        | 10         |        | 大願 -佛說無量壽經-             | 《佛說無量壽經》         |
| 4        | 3          |        | 琉璃王子的憤怒 -釋迦族的最後-   | 《佛說琉璃王經》         |
| 5        | 5          |        | 平等無私的世尊                  | 《大莊嚴經》、《百喻經》 |
| 6        | 7          |        | 王舍城的悲劇 -佛說觀無量壽佛經- | 《佛說觀無量壽佛經》     |
| 7        | 8          |        | 阿闍世王                        | 《大般涅槃經》           |
| 8        | 4          |        | 槃特兄弟 -掃帚的教誨-           | 《增一阿含經》           |
| 9        | 9          |        | 極樂淨土 -佛說阿彌陀經-         | 《佛說阿彌陀經》         |
| 10       | 6          |        | 世尊的誕生到涅槃                |                          |
| 11       | 11         |        | 自誕生至成道                    |                          |
| 12       | 12         |        | 傳道至涅槃                      |                          |

## 网络爆红
2020年，《佛典故事》第10集《世尊的诞生到涅槃》中世尊出家的台词“没有那种世俗的欲望”（そのような世俗の欲望は一切持っておりません）在中国大陆网络中流行，甚至出现“有那种世俗的欲望”、“贫僧这就还俗”等变体表情包。